# سیارک ۹۰۲۰
سیارک ۹۰۲۰ (به انگلیسی: 9020 Eucryphia، نامگذاری:1987SG2) نه هزار و بیستمین سیارک کشف شده‌است که در ۱۹ سپتامبر ۱۹۸۷ کشف شد.
قدر مطلق سیارک برابر ۱۳٫۵۰ است.